# René Taelman
René Taelman (Oudergem, 5 mei 1945 – Brussel, 13 augustus 2019) was een Belgisch voetbaltrainer.
Taelman was sportjournalist en voetbalde alleen op amateurniveau. Hij begon met het trainen in de jeugd van US Auderghem en trainde lang de amateurs van FC Saint-Michel. In België trainde hij de professionele clubs Eendracht Aalst, RFC Seraing en Cercle Brugge. Hij maakte naam als trainer in Afrika en in het Midden-Oosten waar hij vele clubs trainde. Hij was ook bondscoach van Burkina Faso, waarmee hij deelnam aan de African Cup of Nations 2000, en Benin.
Hij schreef verschillende boeken over voetbaltechniek en coaching. Taelman overleed aan longkanker.